# Dovolenka po večerce
Dovolenka po večerce (též Dovolenka po čepobití, hráno i jako Dobrodružství po večerce; ve francouzském originále La Permission de dix heures) je opéra comique o jednom dějství francouzského skladatele Jacquese Offenbacha z roku 1866.

## Vznik a charakteristika
Tuto nevelkou operu comique složil Jacques Offenbach pravděpodobně na přelomu jara a léta roku 1866. Její libreto vychází z vaudeville (comédie-vaudeville), který napsali o čtvrtstoletí dříve Pierre-Frédéric-Adolphe Carmouche a Mélesville (vl. jm. Anne-Honoré-Joseph Duveyrier) a který měl premiéru 17. dubna 1841 v Théâtre du Palais-Royal. Mélesville zemřel již roku 1865, ale Carmouche dal svolení k přepracování – ostatně velmi lehkému –, které provedl pro Offenbachovy účely Charles Nuitter. Offenbach se ji chystal uvést na pravidelné letní sezóně svého souboru z Théâtre des Bouffes-Parisiens, kterou pořádal v mondénním středisku Bad Ems (Emže), tehdy náležejícím k Nasavskému vévodství. Sezóna začala 30. června 1866 a Offenbach měl původně v úmyslu uvést operetu Mariage de Lischen  (Lízinka se vdává), pokračování Lízinka a Fricek, s níž slavil velký úspěch roku 1863, ale nepodařilo se mu pro emžskou sezónu uvolnit Zulmu Bouffar, která se rolí Lízinky proslavila. Dovolenka po večerce tak zřejmě vznikla poměrně narychlo k nahrazení tohoto díla (které nakonec nikdy provedeno nebylo); pro kuplety seržanta Lanternicka skladatel využil árii Sauvageota ze své vůbec první opery Přístěnek (L'Alcôve, 1847). Ale ani této nové opeře štěstí nepřálo: zkoušky sice začaly 3. července a premiéra byla ohlášena na 10. července, ale právě probíhající prusko-rakouská válka, v níž stálo Nasavsko na straně Rakouska, přivedla vojenské operace do blízkosti nasavských hranic a spolu s hosty opouštějícími emžské lázně odjel ještě 7. července i Offenbach, brzy po něm pak i zbytek souboru.
Premiéra Dovolenky po večerce byla tedy odložena. V létě 1867 se Bouffes-Parisiens vrátily do Emže – nyní již anektované Pruskem – a premiéra se konala zřejmě 9. července. Le Figaro citoval telegram ve znění „Velký úspěch – půvabná opera – parter plný vévodů, knížat a suverénů“. Bližší informace jsou až o repríze 20. července, ale je pravděpodobné, že se obsazení nezměnilo; Offenbach sám přicestoval do Emže již 6. července, takže zřejmě i sám dirigoval premiéru, určitě však první reprízu. Dopisovatel Le Figaro hlásil, že se jedná o „vypracovaný, vybroušený, okouzlující šperk, který později přivábí všechny milovníky umění do Opéra-Comique“ (kam se ovšem tato opera nikdy nedostala).
Opera má předehru, krátkou introdukci a osm zpěvních čísel. V německé publikované verzi (aranžmá A. Conradiho, 1868, Bote & Bock) má navíc sbor vojáků. Revidovanou verzi francouzskou vydalo roku 1873 nakladatelství Heugel (tu naopak aranžoval Charles Constantin). Tyto dvě verze se navzájem liší i v předehře; obě varianty obsahuje autograf partitury, který se nachází v The Morgan Library and Museum v New Yorku.

## Inscenační historie

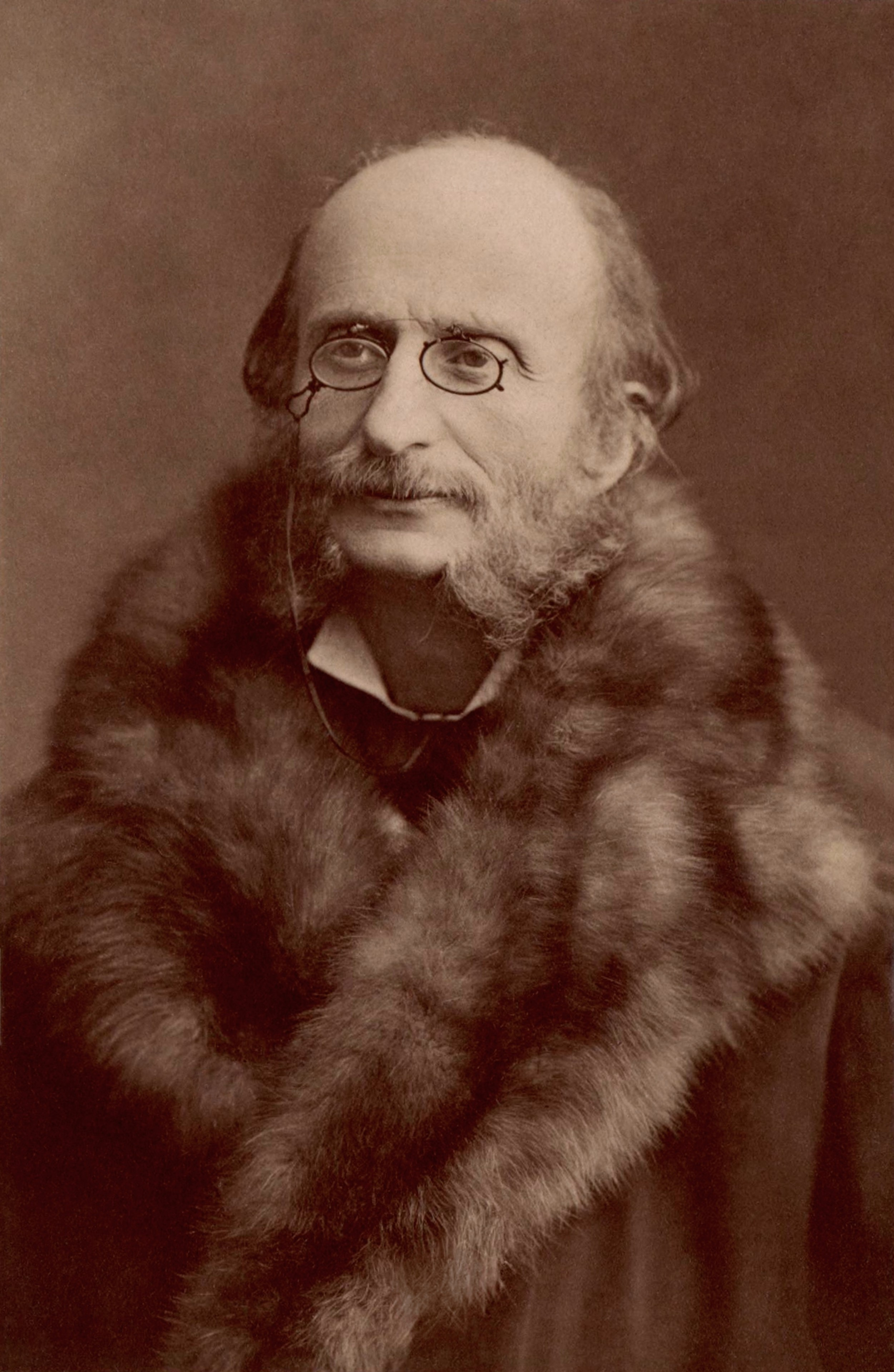
Jacques Offenbach

Díla hraná poprvé v Emži Offenbach zpravidla v následující sezóně uvedl v Paříži, u Dovolenky po večerce však tomu tak nebylo. Dílo bylo uvedeno nejprve ve vídeňském Carltheater (premiéra 13. února 1868) pod názvem (Der) Urlaub nach Zapfenstreich, komická opereta. Podobně jako jiná Offenbachova díla byla Dovolenka po večerce pro vídeňské poměry upravena co do textu i hudby – což Offenbach jako zkušený divadelník akceptoval – aby se přizpůsobila vkusu místního publika i možnostem orchestrálního, hereckého i pěveckého souboru. Text pro tuto příležitost přeložil a upravil bývalý ředitel divadla a Offenbachův velký propagátor Carl Treumann (v roce 1868 byl již ředitelem Carltheater Anton Ascher), kapelníkem divadla byl v té době Franz von Suppé a v úloze madame Jobinové vystoupila pozdější velká wagnerovská pěvkyně Amalia Maternová, první Brünnhilda v Prstenu Nibelungově. Přes obsazení i dalších rolí oblíbenými zpěváky nebyla inscenace jednoznačným úspěchem. Noviny Neue Freie Presse psaly: „Melodie pronikající do ucha neprýští tak bohatě jako dříve; hudební humor […] zdá se zmizel. Místo něho se roztahují nekonečně dlouhé duety a tercety, které přiměly velkou část obecenstva, aby opustila divadlo před koncem představení.“
Pod názvem Urlaub nach dem Zapfenstreich (respektive jeho variantě Urlaub nach dem Zapfenstreich) ale nastoupila skromnou, ale trvalou cestu po německých jevištích. Díky tisku se prosadila další berlínská úprava úspěšného skladatele scénické hudby a frašek Augusta Conradiho. 13. června 1871 měla Dovolenka po večerce pod názvem Takarodó után (= Po večerce) premiéru v Pešti a hrála se pak i v Debrecínu (premiéra 22. července 1873). Roku 1872 ji pod názvem Urlop po capstrzyku uvedlo poprvé Velké divadlo (Teatr Wielki) ve Varšavě. O rok později následovala inscenace v městském divadle v Krakově.
Opožděnou francouzskou premiéru uvedlo Théâtre de la Renaissance 4. září 1873, jako první novinku své sezóny 1873/1874, a to v kombinaci s operetou Panenské jablíčko (Pomme d'Api). Kritika kritizovala libreto jako „dosti umělé, kde je pravděpodobnost obětována zvratům zamotané zápletky“, ale chválila hudbu, totiž „jemné kuplety, veselé a půvabné, duchaplně stavěné, a tyto malé kousky dobře jevištně ztvárněné a přesně úměrné účinku, kterého chtějí dosáhnout“ (Henri Lavoix ml. v Revue et Gazette musicale de Paris). Zvláštní chvály se dočkaly kuplety seržanta Lanternicka (Faut que j’fasse un p’tit gonnaissance), árie madame Jobinové (titulní La permission de dix heures) a ansámbl večerky. Na rozdíl u kritiky uspělo u obecenstva spíše Panenské jablíčko a Dovolenka po večerce byla stažena z repertoáru počátkem října 1873 po 39 odehraných představeních.
V Dánsku uvedlo Dovolenku pod názvem Nattegnet kodaňské divadlo Casino 5. listopadu 1879; dosáhla jen devíti repríz.
V moderní době se Dovolenka hraje jen zřídka, zmínit lze koncertní nastudování roku 2000 Festivalu Jacquese Offenbacha v Bad Ems.

### Dovolenka po večerce v českých zemích
V českých zemích uvedlo Dovolenku po večerce brněnské městské divadlo (Prozatímní divadlo na Žerotínově náměstí), premiéru měla 6. dubna 1875. Hlavní atrakcí včera byly debut nové koloraturní sopranistky paní Charles Hirschové v úloze Nicole (jako své parádní číslo však prosadila vložení písně „Ich wollt' ich wär' ein Vögelein“ Franze Abta) a nová dekorace od Brioschiho a Burkhardta. Obecenstvo přijalo novinku příznivě, ale bez nadšení, brněnská kritika si stěžovala: „V operetě Dovolenka po večerce marně hledáme lehký melodický proud a čerstvý rytmus, jakými se vyznačují Offenbachovy hudební trháky jako Svatba při lucernách, Pán a paní Denisovi nebo Fortuniova píseň. Hudba je široce založená, ale je to troufalá krádež z Auberova Fra Diavola, a z jednotlivých čísel bychom mohli vyzdvihnout pouze duet mezi madame Jobinovou a Nicole. Zbytek je prázdná fráze.“ Brněnské městské divadlo zařadilo Dovolenku po večerce na repertoár ještě jednou, v sezóně 1890/91, na pouhá dvě představení. Až 12. dubna 1894 měla Dovolenka premiéru i v Praze, a to v Německém zemském divadle.
V Brně se konala téměř o století po první inscenaci i premiéra české verze. Pod názvem Dobrodružství po večerce a v překladu Rudolfa Kulhánka a v hudební úpravě Arnošta Moulíka ji na scéně historického Divadla Reduta uvedla zpěvohra Státního divadla Brno. Premiéra se konala 30. března 1973 a opera byla pro tuto příležitost kombinována s jinou Offenbachovou aktovkou Dafnis a Chloé.

## Osoby a první obsazení
| osoba                                                                    | hlasový obor | světová premiéra (9.7.1867) | vídeňská premiéra (13.2.1868) | pařížská premiéra (4.11.1873)     | česká premiéra (6.4.1875) | premiéra v češtině (30.3.1973)        |
| ------------------------------------------------------------------------ | ------------ | --------------------------- | ----------------------------- | --------------------------------- | ------------------------- | ------------------------------------- |
| Madame Jobinová, vdova a prýmkařka                                       | soprán       | Sylvie Colas                | Amalia Friedrich-Materna      | Anna Dartaux                      | Francisca Frühling        | Jindra Pokorná / Marie Tomšů          |
| Nicole, její neteř                                                       | mezzosoprán  | Marie Lemoine               | Pauline Canissa               | Laurence Grivot                   | Hirsch                    | Jitka Benešová / Věra Pochylá         |
| Larose Pompon, voják u francouzské gardy                                 | baryton      | Antoine Grillon             | Franz Eppich                  | Falchieri (vl. jm. Georges Pérot) | Albert Telek              | Antonín Julínek / František Zacharník |
| Lanternick [Lauternik], Alsasan, seržant u stejného pluku                | tenor        | Émile Gourdon               | Josef Matras                  | Hippolyte Bonnet                  | Hirsch                    | Arnošt Škoda / Jiří Jurka             |
| Kmotr Broussaille, poklasný                                              | tenor        | …                           | Röhring                       | Caliste                           | Rudolf Rusa               | Ladislav Rosecký / Otakar Staněk      |
| Kaprál [Vainquer]                                                        | mluvená role | …                           | Braunmüller                   | …                                 | Haller                    | Miroslav Výlet                        |
| [Notář Parroquet]                                                        | mluvená role | –                           | Braunmüller                   | –                                 | Franck ml.                | Ladislav Jurečka / Alois Kocman       |
| Čtyři vojáci od francouzské gardy, číšník z kabaretu, služka (němé role) |              |                             |                               |                                   |                           |                                       |
| Dirigent:                                                                | Dirigent:    | Jacques Offenbach (?)       | Franz von Suppé?              | Charles Constantin                | …                         | Arnošt Moulík                         |

## Instrumentace
Dvě flétny, hoboj, dva klarinety, fagot; dva lesní rohy, dva kornety, pozoun; tympány, bicí souprava; smyčcové nástroje (první a druhé housle, violy, violoncella, kontrabasy).

## Děj opery
(Venkovská krajina s domem madame Jobinové, na vertuské rovině) Za branou domu na okraji polí si dali schůzku voják francouzské gardy Larose Pompon a mladá Nicole, neteř a schovanka zámožné obchodnice s prýmkařským zbožím madame Jobinové. Nejdříve je vyruší příchod poklasného, kmotra Broussailla, strážícího pšenici madame Jobinové, ale pak mohou pokračovat v rozhovoru. Nicole a Larose by se rádi vzali, ale Nicolina ovdovělá, dosud fešná teta jí nechce sňatek povolit, dokud se sama znovu neprovdá. Larose se rozohňuje a zavazuje se, že tetě sežene ženicha ještě dnešního večera. Pak si ale uvědomí, že nemá dovolenku, aby se mohl zdržovat mimo kasárna po večerce o osmé hodině. Nemá ani naději, že by mu ji velitel povolil, přesto doufá, že se mu podaří nařízení obejít, a smlouvá si s Nicole na večer schůzku. Na tetino volání se Nicole musí vrátit do domu a nechává Larose, aby si lámal hlavu, jak madame Jobinovou znovu provdat (č. 1 Larosova árie Faut lui trouver un garçon).
Objevuje se seržant z Larosova pluku jménem Lanternick, původem Alsasan. O něm už z dřívějška Larose ví, že touží po nevěstě, že by rád navázal „známostičku“, a Lanternick mu to potvrzuje (č. 2 Lanternickovy kuplety Faut que j’fasse un p’tit gonnaissance). Lanternick se při pochůzkách po městě zamiloval do prodavačky, již viděl za výkladem prýmkařství, a nyní nerozhodně přešlapuje před domem madame Jobinové. Larosovi se zdá, že mu seržanta seslalo samo nebe a že otázka ženicha pro tetu je vyřešena. Snaží se ostýchavému a nepříliš důvtipnému seržantovi – jemuž ve svádění navíc překáží silný alsaský přízvuk a nedokonalé porozumění francouzštině – usnadnit námluvy. Po několika návrzích zvítězí ten, že Larose bude naoko dámu ohrožovat, Lanternick ho zažene, a tím si vydobude u své vyvolené vděčnost.
Madame Jobinová odchází odnést objednané zboží plukovníkovi zdejší posádky a zanechává Nicole, aby se postarala o večeři. Opakuje neteři své přesvědčení, že by se měla vdát před první, a má pro sebe i někoho vyhlédnutého – pohledného blondýna, který se často potlouká ulicí u jejího obchodu. V té chvíli se připotácí Larose, předstírá opilost a začne obě ženy obtěžovat. Ty volají o pomoc a objeví se Lanternick – v němž madame Jobinová poznává „svého“ blondýna. V předstíraném souboji seržant Larose donutí k útěku (č. 3 ansámbl (tercet-kvartet) Chacun son écot, le vin n'est pas cher… Comme i lest gris, comme i lest gris!).
Madame Jobinová vyjadřuje vděčnost a zve seržanta na večeři. Lanternick bez Larosovy rady neví, jak má reagovat, a navíc se ukáže, že jeho pozornost nepatří vdově, nýbrž její neteři. Odmítne pozvání s poukazem na to, že nemá na dnešní večer dovolenku, a rychle se vzdálí. Madame Jobinová je však ženou činu a nehodlá nechat příležitost minout. Chce plukovníka, k němuž má cestu, požádat o dovolenku pro svého „zachránce“. Nezná však jeho jméno. Nicole využije situace a namluví jí, že se dotyčný voják jmenuje Larose Pompon, aby získala dovolenku pro svého milého (č. 4 kuplet madame Jobinové La permission de dix heures a duet s Nicole Croyez-vous l'obtenir si vite?).
Když je madame Jobinová z dohledu, Lanternick se vrátí a nesměle hovoří o svých citech. Nicole se dosud domnívá, že platí její tetě, a proto jej povzbuzuje tvrzením, že jeho láska je opětována (č. 5 Nicoliny kuplety Allons! Ne vous désolez pas). Je však ohromena a zděšena, když náhle seržant klečí u nohou jí. V této situaci je nalezne vracející se madame Jobinová. Nicole se ji snaží přesvědčit, že seržant je zamilován do ní, jen se neodvažuje jí lásku vyznat přímo, a teta jí na chvíli uvěří. Když pak ale sama koketuje s Lanternickem, dozví se rovnou z jeho úst, že se zahleděl do Nicole – a rozhořčeně mu dává sbohem.
Larose se vrací příjemně překvapen tím, že mu bez požádání byla udělena dovolenka po večerce. Potkává Lanternicka a vidí, že se svými milostnými snahami příliš nepokročil. Hned se mu chystá pomoci. Navrhuje mu, aby svou vyvolenou dnes večer romanticky unesl – dokonce mu za tímto účelem velkomyslně postupuje svou dovolenku a pomáhá mu sepsat milostný dopis. Teprve když je psaní sepsáno, zjišťuje Larose, že není určeno pro madame Jobinovou, ale pro Nicole. To je přirozeně čára přes Larosův rozpočet a důmyslný voják musí změnit taktiku. Všimne si, že jejich setkání pozoruje z úkrytu za žaluzií madame Jobinová. Namluví proto seržantovi, že ženská postava za oknem je Nicole a že jí má psaníčko nenápadně předat. Seržant tak učiní; domnívá se, že tím je večerní rendez-vous smluveno, a těší se na něj. Madame Jobinová zatím plánuje opovážlivci odplatu a Larose si nechce nechat ujít, co se stane, i když je slyšet vybubnovávání večerky a on už nemá svou dovolenku (č. 6 tercet o večerce Larose! Entends tu la retraite?).
Za okamžik je tu hlídka vedená kaprálem a chce vidět dovolenky obou vojáků. Larosovi se podaří vyvolat zmatek a zaměnit Lanternickův papír za jídelní lístek, takže je to nakonec seržant, kdo je odváděn stráží zpět do kasáren.
Na potemnělé místo přichází madame Jobinová. Larose se ve tmě vydává za Lanternicka, napodobuje jeho přízvuk a madame Jobinová mu ráda uvěří, že zájem o Nancy předstíral jen proto, aby vzbudil její žárlivost. Larose zve madame Jobinovou k důvěrné večerní procházce pšeničným polem. Vdova se nejdříve trochu zpěčuje, ale dá se zviklat slibem manželství (č. 7 kuplety madame Jobinové À cette démarche légère). Vzápětí po jejich odchodu se objevuje jednak Nicole, která míří na dostaveníčko s Larosem, jednak Lanternick, který utekl z kasáren. Ve tmě pokládá Nicole seržanta za svého milého. Lanternick se neprozradí, protože mu Nicole zakazuje mluvit, naopak konečně přijde na to, že Larose je jeho sokem v lásce… I on odvádí Nicole do pšenice a brzy je z polí slyšet vzrušený milostný zpěv obou párů, které poklasný Broussaille pokládá za obilné škůdce (č. 8 ansámbl [kvartet-kvintet] Ah! Quelle douce ivresse).
Když se sejdou všichni zpět u vrat domu, Larose jak první pochopí a využije situaci. Ve tmě se postaví mezi Nicole a Lanternicka a předá seržantovi jako údajnou zástavu Nicoliny lásky růžovou stuhu, kterou právě získal od paní Jobinové; sám pak získává černou stuhu od Nicole. Pak navíc nasměruje Lanternicka na madame Jobinovou. A v této situaci naleznu oba páry lidé vzburcovaní kmotrem Broussaillem. Lanternick se snaží vyvrátit dojem, že žádal o ruku madame Jobinovou, ale dotčená i přihlížející jsou přesvědčeni o opaku. A když se ukáže, že i jeho zástava lásky patří mladé vdově, poddává se osudu a shledává madame Jobinovou zcela uspokojivou partnerkou. Šťastná vdova povoluje i své neteři sňatek s Larosem a všichni blahořečí dvěma hrdinům příběhu – dovolence po večerce a pšeničným polím (pokračování finále – závěrečný kuplet La permission de dix heures).

## Diskografie
- 1951 (rozhlasová nahrávka, CD 2011 Unie Music) Zpívají: (madame Jobinová) Maria Madlen Madsen, (Nicole) Bettina Brucker, (Lanternick) Herbert Hess, (Larose) Günther Ambrosius aj. Sbor a orchestr Frankfurtského rozhlasu řídí Kurt Schröder (v němčině, jako Urlaub nach Zapfenstreich).[26]
- 1952 (rozhlasová nahrávka, CD 2012 Orphée 58; 2014 Malibran MR 777) Zpívají: (madame Jobinová) Jane Rolland, (Nicole) Freda Betti, (Larose) André Balbon, (Lanternick) René Lenoty, (Broussaille) Gaston Rey. Orchestre de Radio Lille řídí René Dhaène.